# Iberotelus cinereus
Iberotelus cinereus är en tvåvingeart som beskrevs av Lyneborg 1989. Iberotelus cinereus ingår i släktet Iberotelus och familjen stilettflugor.
Artens utbredningsområde är Spanien. Inga underarter finns listade i Catalogue of Life.